# Lista de canais internacionais do Cartoon Network

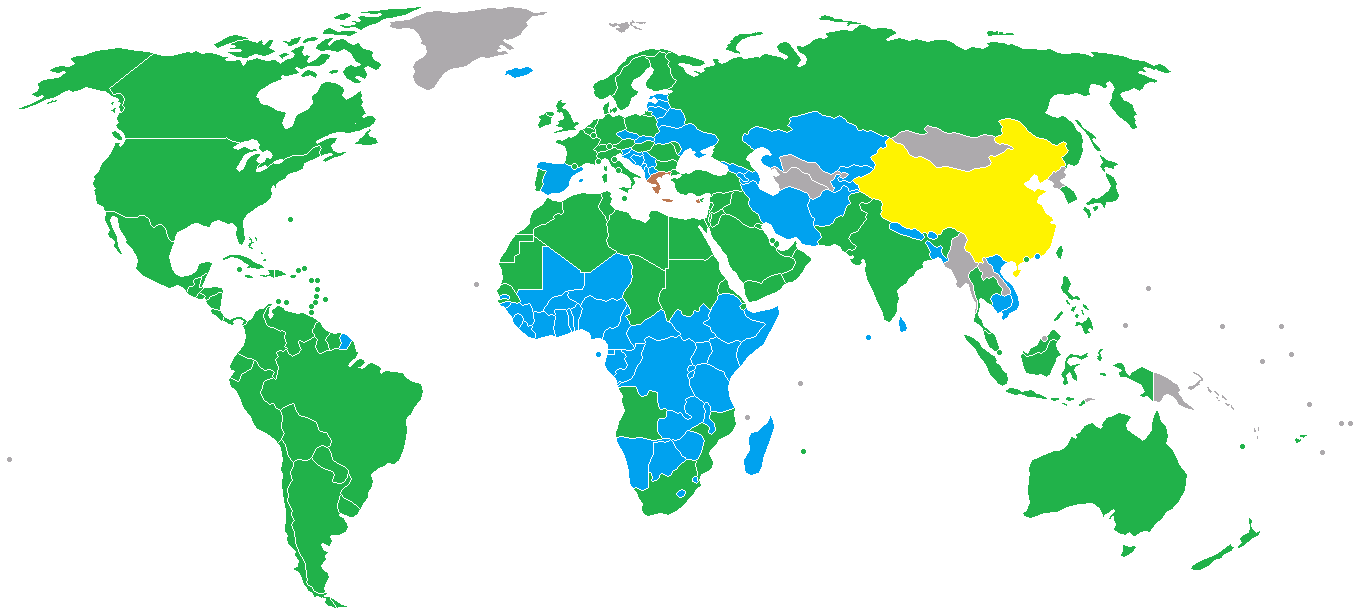
Distribuição do Cartoon Network em cada país do mundo:
Cartoon Network transmitido dublado e legendado no idioma local do país.
Cartoon Network não transmitido dublado, mas legendado no idioma local do país.
Cartoon Network não transmitido dublado, nem legendado no idioma local do país.
Cartoon Network exibido somente pela internet sob demanda.
Não transmitido, nem exibido pela internet, através do Cartoon Network.
O Cartoon Network Vai começar no Futuro

Cartoon Network, que é propriedade da Turner Broadcasting System, está disponível em vários canais em todo o mundo.

## América
| País           | Nome da Região                   | Data de Fundação     | Idioma                             |
| -------------- | -------------------------------- | -------------------- | ---------------------------------- |
| Estados Unidos | Cartoon Network                  | 1 de outubro de 1992 | Inglês e Espanhol latino-americano |
| América Latina | Cartoon Network (América Latina) | 30 de abril de 1993  | Espanhol latino-americano e Inglês |
| Brasil         | Cartoon Network (Brasil)         | 30 de abril de 1993  | Português brasileiro e Inglês      |
| Canadá         | Cartoon Network (Canadá)         | 4 de julho de 2012   | Inglês                             |

## Europa, Oriente Médio e África
| País                                                                      | Nome da Região                          | Data de Fundação                                                            | Idioma                                                         |
| ------------------------------------------------------------------------- | --------------------------------------- | --------------------------------------------------------------------------- | -------------------------------------------------------------- |
| Áustria                                                                   | Cartoon Network (Áustria)               | 5 de dezembro de 2006                                                       | Alemão e Inglês                                                |
| Alemanha                                                                  | Cartoon Network (Alemanha)              | 3 de setembro de 2005                                                       | Alemão e Inglês                                                |
| Bulgária                                                                  | Cartoon Network (Bulgária)              | 1 de outubro de 2009                                                        | Búlgaro e Inglês                                               |
| Chipre e África                                                           | Cartoon Network (Chipre e África)       | 17 de setembro de 1993                                                      | Grego e Inglês com legenda disponível                          |
| Dinamarca                                                                 | Cartoon Network (Dinamarca)             | 1 de janeiro de 2000                                                        | Dinamarquês e Inglês                                           |
| Espanha e Andorra (Extinto)                                               | Cartoon Network (Espanha)               | 23 de agosto de 1999                                                        | Espanhol, Catalão e Inglês                                     |
| Europa (Bálcãs, Eslováquia, Islândia e República Checa)                   | Cartoon Network (Europa)                | 17 de setembro de 1993                                                      | Inglês                                                         |
| Finlândia                                                                 | Cartoon Network (Finlândia)             | 1 de janeiro de 2000                                                        | Finlandês e Inglês                                             |
| França                                                                    | Cartoon Network (França)                | 23 de agosto de 1999                                                        | Francês e Inglês                                               |
| Grécia e Chipre                                                           | Cartoon Network (Grécia)                | 1999/2005                                                                   | Grego e Inglês                                                 |
| Hungria                                                                   | Cartoon Network (Hungria)               | 30 de setembro de 2002                                                      | Húngara e Inglês                                               |
| Israel (Bloco de Programação)                                             | Cartoon Network (Israel)                | 2011                                                                        | Hebraico                                                       |
| Itália, San Marino e Vaticano                                             | Cartoon Network (Itália)                | 31 de julho de 1996                                                         | Italiano e Inglês                                              |
| Noruega                                                                   | Cartoon Network (Noruega)               | 1 de janeiro de 2000                                                        | Norueguês e Inglês                                             |
| Médio Oriente, Argélia, Egito, Líbia, Marrocos, Tunísia e Saara Ocidental | Cartoon Network (Mundo Árabe)           | 10 de outubro de 2010                                                       | Árabe                                                          |
| Países Baixos e Bélgica                                                   | Cartoon Network (Países Baixos)         | 12 de julho de 1997                                                         | Holandês e Inglês                                              |
| Polónia                                                                   | Cartoon Network (Polónia)               | 1 de setembro de 1998                                                       | Polonês e Inglês                                               |
| Portugal Angola e Moçambique                                              | Cartoon Network (Portugal)              | 3 de dezembro de 2013 (Portugal) 1 de outubro de 2013 (Angola e Moçambique) | Português Inglês (Idioma restrito em algumas operadoras de tv) |
| Reino Unido e Irlanda                                                     | Cartoon Network (Reino Unido e Irlanda) | 17 de setembro de 1993                                                      | Inglês                                                         |
| Roménia e Moldávia                                                        | Cartoon Network (Romênia e Moldávia)    | 30 de setembro de 2002                                                      | Romeno e Inglês                                                |
| Rússia, CEI e Países Bálticos                                             | Cartoon Network (Rússia)                | 1 de outubro de 2009                                                        | Russo e Inglês                                                 |
| Suécia                                                                    | Cartoon Network (Suécia)                | 1 de janeiro de 2000                                                        | Sueco e Inglês                                                 |
| Suíça                                                                     | Cartoon Network (Suíça)                 | 3 de setembro de 2005                                                       | Alemão, Francês, Italiano e Inglês                             |
| Turquia e Chipre do Norte                                                 | Cartoon Network (Turquia)               | 28 de janeiro de 2008                                                       | Turco e Inglês                                                 |

## Ásia e Pacífico
| País                                                       | Nome da Região                     | Data de Fundação       | Idioma                                            |
| ---------------------------------------------------------- | ---------------------------------- | ---------------------- | ------------------------------------------------- |
| Austrália                                                  | Cartoon Network (Austrália)        | 3 de outubro de 1995   | Inglês                                            |
| China (Sob demanda)                                        | Cartoon Network (China)            | Outubro de 2011        | Mandarim                                          |
| Coreia do Sul                                              | Cartoon Network (Coreia do Sul)    | 11 de novembro de 2006 | Coreano                                           |
| Filipinas                                                  | Cartoon Network (Filipinas)        | 06 de junho de 1995    | Inglês                                            |
| Índia, Bangladesh, Butão, Nepal, Sri Lanka                 | Cartoon Network (Índia)            | 01 de maio de 1995     | Hindi, Tamil, Telugu e Inglês                     |
| Japão                                                      | Cartoon Network (Japão)            | 01 de setembro de 1997 | Japonês e Inglês                                  |
| Nova Zelândia                                              | Cartoon Network (Nova Zelândia)    | 3 de outubro de 1995   | Inglês                                            |
| Paquistão, Afeganistão, Bangladesh, Irão e Tajiquistão     | Cartoon Network (Paquistão)        | 2 de abril de 2004     | Hindi (Urdu) e Inglês                             |
| Tailândia, Indonésia, Vietnã e anteriormente Coreia do Sul | Cartoon Network (Sudeste Asiático) | 06 de outubro de 1994  | Inglês, Indonésio, Vietnamita, Tailandês e Malaio |
| Taiwan                                                     | Cartoon Network (Taiwan)           | 01 de janeiro de 1995  | Mandarim Taiwanês e Inglês                        |